# Danitsa
Danitsa, née à Paris, est une chanteuse, productrice et auteure-compositrice franco-suisse.

## Biographie
Danitsa est née à Paris. Dès l’âge de 10 ans, elle pose sa voix sur des compositions de son père[réf. nécessaire]. De son nom de scène Skankytone, il lui transmet son attachement à la Jamaïque, où elle partira de nombreuses fois en voyage[réf. nécessaire].
Par sa mère, elle découvre la soul, le funk et le hip-hop. C’est à la croisée de ces influences qu'elle se développera en tant qu’artiste, entre le reggae de John Holt ou Horace Andy et la soul de Curtis Mayfield, Queen Latifah ou Erykah Badu.

### Carrière
En 2006, elle s’installe à Genève avec sa famille et y suit sa scolarité. Plusieurs années plus tard, elle y rencontre le collectif Little Lion Sound (formé par Nicolas Meury et Jannali Littman) avec qui elle enregistre des dubplates : morceaux exclusifs réservés aux DJs. Après quelques concerts et l’accueil positif des morceaux sur lesquels elle chante, elle enchaîne avec la sortie de sa première mixtape (sélection de morceaux chantés sur un arrangement préexistant) Five Flags en 2013.[réf. nécessaire]
Elle fait ainsi la connaissance de plusieurs artistes genevois et parisiens, tels que Unconito et XLR avec lesquels elle collabore, et du rappeur Di-Meh. Le rappeur l’invitera sur Good Coffee, un morceau qui aura des retours très positifs en Colombie, au Mexique et en Argentine. Son deuxième projet d’envergure, l’EP Breakfast, est produit en 2014-2015 par Jihelcee Records, label fondé par Darryl Zeuja du groupe de hip-hop français 1995.[réf. nécessaire]
Souhaitant vivre une nouvelle expérience musicale après ces collaborations DJ, elle décide de s’entourer de sept musiciens de scène pour former un Live Band avec lequel elle obtient en juin 2016 une résidence d’une semaine à l’espace culturel L’Abri (Genève).[réf. nécessaire]
Danitsa y présente alors les morceaux issus de son EP Breakfast, qui seront à cette occasion entièrement joués par le groupe. Cette collaboration engendrera des nouveaux morceaux enregistrés en live qui seront publiés sur l’EP Shelter en septembre 2016. à seulement 22 ans, elle s’est produite à Genève à ; et au-delà à Lausanne, au Montreux Jazz Festival, à Paris, Nantes, Bordeaux, Annecy, San Sebastian (Espagne) et en Croatie.[réf. nécessaire]
Elle est invitée par Léman Bleu, Couleur 3, Rouge FM, reggae.fr ; elle également été nommée aux Victoires du Reggae 2016 dans la catégorie « Révélation de l’année » et a passé avec succès les auditions de The Voice (UK).
Elle s’est produite, entre autres, en première partie de Lady Leshurr (UK). En 2017, le média Clique lui consacre un article en la nommant comme « l’héritière suisse de Lauryn Hill »,. 
Son premier album Ego est sorti en 2017 chez Evidence également. Il l'a propulsée sur la scène musicale européenne notamment en Suisse, France, Espagne, et en Hollande avec une tournée de plus de 100 concerts.
Elle a également été récompensée en tant que Best Act Romandie à la cérémonie des Swiss Music Awards 2018[réf. nécessaire].
Par ailleurs, son second album produit à Los Angeles en Californie a été enregistré en 2020.
Son deuxième album, intitulé Sycle, sort le 25 novembre 2021[réf. souhaitée]. Il lui permet de recevoir une nouvelle fois, en 2022, le Best act Romandie aux Swiss Music Awards.

## Discographie
- Boom Boom (single), Evidence Music, 2013
- Breakfast (EP), Jihelcee Records , 2015
- Alright (single), Evidence Music, 2016
- Shelter (live), 2016
- Remember Me (single), Evidence Music, 2017
- Bachata (single), Evidence Music, 2017
- Ego (album), Evidence Music, 2017
- Mr. Business (single), Evidence Music, 2019
- Let Go (single), Island Records Uk, Universal Music Switzerland, via Evidence Music, 2021